# Azanza
Azanza es un género botánico con cinco especies de plantas con flores perteneciente a la familia  Malvaceae. Es originario de África. Fue descrito por Alef.  y publicado en Botanische Zeitung (Berlin) 19(41): 298, en el año 1861.

## Especies
- Azanza lampas (Cav.) Alef.
- Azanza thespesioides (R.Br. ex Benth.) F.Areces[2]

## Sinonimia
- Shantzia Lewton